# Lunang Vallis
Lunang Vallis is een vallei op de planeet Venus. Lunang Vallis werd in 1997 genoemd naar Lunang, riviergodin van het Nooristanen (Afghanistan), geassocieerd met de Parun-rivier.
De vallei heeft een lengte van 250 kilometer en bevindt zich tussen inslagkrater Ivka en Akna Montes in het quadrangle Lakshmi Planum (V-7).